# Padula
Padula (A Parùla in dialetto locale) è un comune italiano di 4 759 abitanti della provincia di Salerno in Campania.
Situata nel Vallo di Diano, è celebre per la certosa di San Lorenzo.

## Geografia fisica
Padula si trova a sud-est della provincia di Salerno, nel Vallo di Diano, su due colli a 699 m s.l.m. Lungo il confine con Sassano scorre il fiume Tanagro, che attraversa il Vallo di Diano da sud a nord.
Per quanto riguarda la Classificazione sismica, rientra nella zona 1 (sismicità alta), Ordinanza PCM. 3274 del 20/03/2003.

## Origini del nome
Il toponimo deriva dal latino palūs, palūde(m), "palude, acquitrino", con metatesi consonantica tra d e l; la variante locale presenta una caratteristica dei dialetti campani per cui d > r. In passato nella pianura sottostante si estendeva una palude.

## Storia

### Dall'Antichità al Medioevo[8]
In località Civita diversi ritrovamenti archeologici fanno stimare che i primi insediamenti umani vi si siano stabiliti intorno al XII secolo a.C.: è quindi da datare in questo periodo la fondazione della città di Cosilinum, l'antica Padula, molto probabilmente fondata dagli Enotri.
È solo nel VI secolo a.C. che si iniziò a popolare la zona dove sorge l'attuale Padula: in località Valle Pupina sono stati ritrovati bellissimi corredi tombali, formati da vasellame in bronzo e ceramiche di chiaro stampo greco, attualmente esposti nel museo archeologico, presso la certosa di Padula.
Occupata dai Lucani prima, dai Romani poi, la città non ebbe vita facile: schieratasi con Pirro e con Annibale, dovette subire le ripercussioni derivanti da queste infelici scelte.
Riuscì a risollevarsi grazie all'impulso ricevuto dalla costruzione della Regio-Capuam (la via Popilia-Annia, che insieme alla via Appia e alla via Traiana, fungeva da rete stradale per tutto il Sud Italia) che la collegava alle più centrali Paestum e Velia, tanto che nell'89 a.C. diventa municipio romano.
La città col tempo si espanse molto, arrivando ad edificare anche a valle: in località Fonti sorge infatti, in un antico luogo di culto pagano, il battistero paleocristiano di San Giovanni, che divenne sede diocesale.
Nel VI secolo d.C., prima che vi sorgesse l'attuale centro abitato, viene edificato il monastero di San Nicola, che a lungo rimarrà il centro politico, oltre che spirituale, del paese.
Si diffonde il culto di san Michele, probabilmente derivante dal culto del dio pagano Attis, che diviene patrono del paese: a lui verrà consacrato l'eremo presente nei pressi dell'antica Cosilinum e, sempre in suo onore, verrà eretta la chiesa madre.
Anche la badia di San Nicola al Torone, sorta poco lontana dal sopracitato eremo, rispecchia la massiccia presenza di molti ordini religiosi nel territorio, tutti, o quasi, di stampo orientaleggiante: l'influenza araba è ancora presente nei nomi di alcune contrade.
Agli inizi del X secolo l'antica città risultava completamente disabitata: gli ultimi abitanti l'avevano abbandonata a seguito delle scorrerie saracene, che probabilmente la distrussero (stessa sorte capitata alla vicina Grumentum).
L'arrivo dei Normanni portò a una inevitabile militarizzazione della zona e il fragile equilibrio che si era tanto faticosamente raggiunto venne sconvolto dall'introduzione del feudalesimo che cambiò i rapporti di potere.
In particolare ne ebbero a soffrire i monaci basiliani, che vennero allontanati dalla città: il monastero che per secoli era stato il centro politico si trovò così a dover rapportarsi ad una nuova figura, il feudatario.
È curioso notare come i due luoghi ebbero vite parallele, senza quasi mai incontrarsi: se intorno al castello si svilupparono la piazza d'armi, centro civile del paese, la zona intorno al San Nicola risultava già satura, sorgendo quasi sul ciglio di uno strapiombo che fungeva da difesa naturale, e la vivibilità ne risentiva non poco.

### Tra Medioevo ed Età moderna

#### I Sanseverino e i marchesati

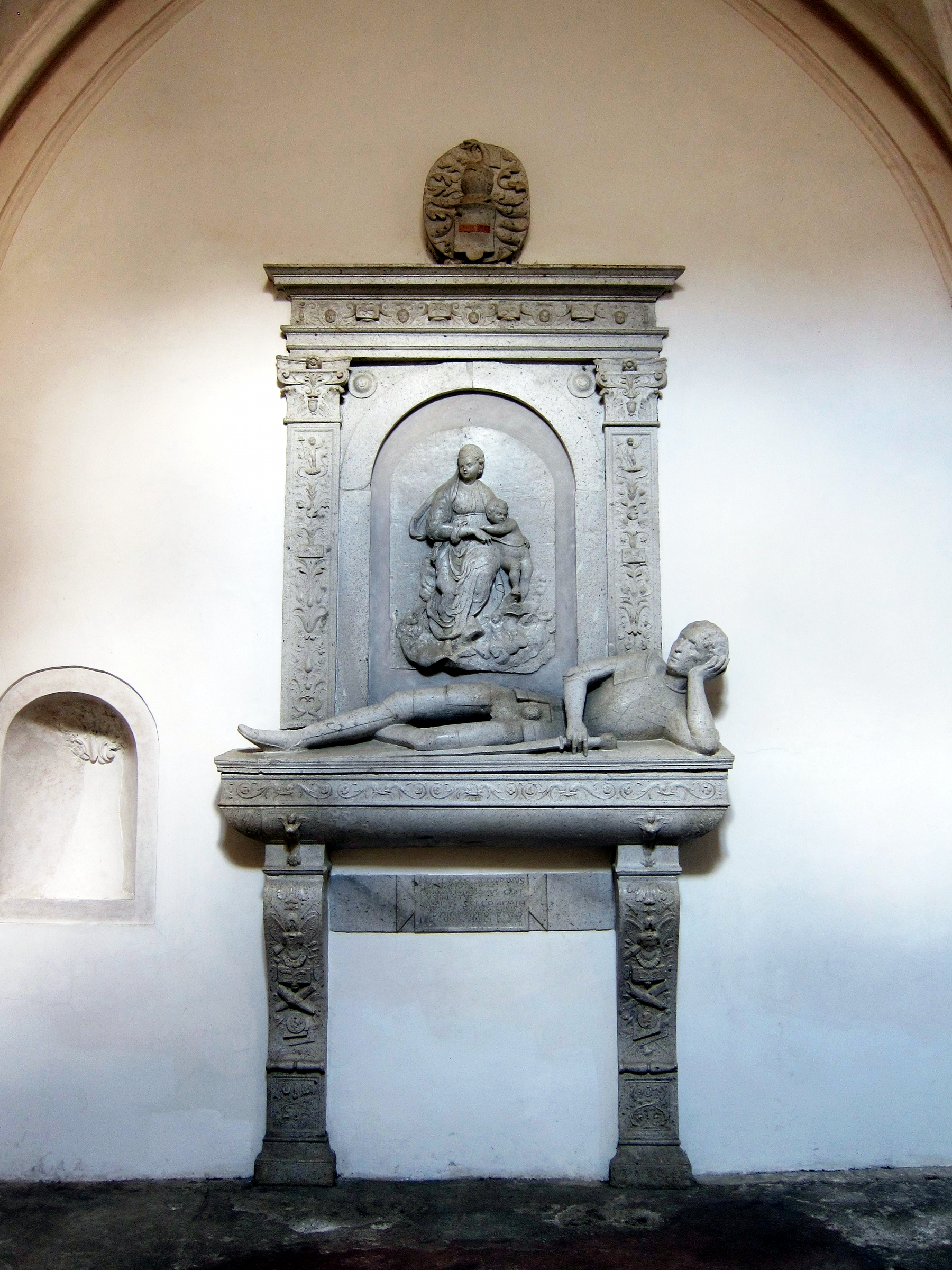
Monumento tombale a Tommaso II Sanseverino, nella certosa di Padula

La prima trasformazione urbanistica in chiave unitaria si ebbe ad opera di Tommaso Sanseverino, incaricato da Carlo II d'Angiò nel 1296 di provvedere alla difesa della città.
Questi cinse tutto l'abitato con un'imponente cinta muraria che partiva dei bastioni del castello per arrivare a chiudersi sullo strapiombo, rendendo il paese impenetrabile. Da notare l'introduzione di accessi fortificati e torri di guardia, di chiaro stampo angioino.
Non fu possibile creare intorno alle mura un fossato difensivo, a causa dell'orografia del paese; tuttavia se ne può ipotizzare la presenza almeno in località “Fossi” (piazza Umberto I), da cui il nome.
La guerra del Vespro, scoppiata nel 1292 a Palermo e ben presto dilagata, portò i feudatari ad aumentare la pressione fiscale: una simile manovra in un momento di crescita demografica e di calo della produttività, portò più volte le masse contadine ad insorgere.
Questi fenomeni di violenza, uniti alla nascita del banditismo e alle impressionanti epidemie (si pensi solo alla peste nera del 1348), comportarono l'abbandono dei centri rurali più a valle, per rifugiarsi in nuclei più grandi e meglio difesi.
I Sanseverino furono gli artefici, oltre che gli interpreti, di queste trasformazioni. Si sviluppò l'area intorno al castello: sorge la chiesa di San Clemente, che era cappella privata del feudatario, un ospedale pubblico, la sede del governo cittadino, e diversi palazzi, sedi degli uffici o alloggi dei dipendenti del marchesato.
Inoltre, sposando lo spirito guelfo della corte angioina, favorirono l'insediamento di ordini monastici nel territorio di Padula: oltre alla ripopolazione del monastero di San Nicola al Torone e alla fondazione della certosa di San Lorenzo (1306), i Sanseverino provvidero all'inserimento nel tessuto cittadino degli agostiniani (1350) e dei francescani (1380).
I rapporti non furono comunque sempre idilliaci, tanto che nel 1383 il paese, colpevole di essersi ribellato agli ordini superiori, venne cinto d'assedio da Enrico, pronipote di Tommaso.
Dal XVI fino al XVIII, Padula passò di signore in signore, venendo donata o venduta.
Tutti costoro furono feudatari che non dimoravano in paese, ma ricevevano dal territorio notevoli benefici economici, anche perché rinunciarono ad amministrare la giustizia in materia penale: così facendo la città divenne una piccola oasi di libertà, dove né l'universitas (il comune) né i cittadini potevano essere giudicati.
Tutto ciò però non favorì lo sviluppo economico e sociale, in quanto le continue inondazioni tormentavano l'intera valle. Interventi di bonifica si rendevano necessari, ma furono sempre avversati dai nobili locali, a cui conveniva mantenere accese le discordie tra i vari paesi.
Non solo, la situazione nella parte vecchia della città era tragica: le anguste stradine, tanto utili per la difesa della rocca, e l'assenza delle fognature, dovuta alla natura rocciosa del sito, portavano al mancato rispetto delle norme d'igiene, favorivano il diffondersi delle epidemie
La miseria estrema del popolo costringeva i braccianti ad emigrazioni stagionali, in particolare in Puglia, molti commercianti a chiudere bottega e ugualmente grigio era l'orizzonte intellettuale: i migliori uomini non potendo vivere in ambienti così meschini, si rifugiavano a Napoli.
Tale situazione disastrosa è da imputare al malgoverno dell'universitas, che badava solo ai privilegi goduti dei nobili e del clero.

### Il Risorgimento

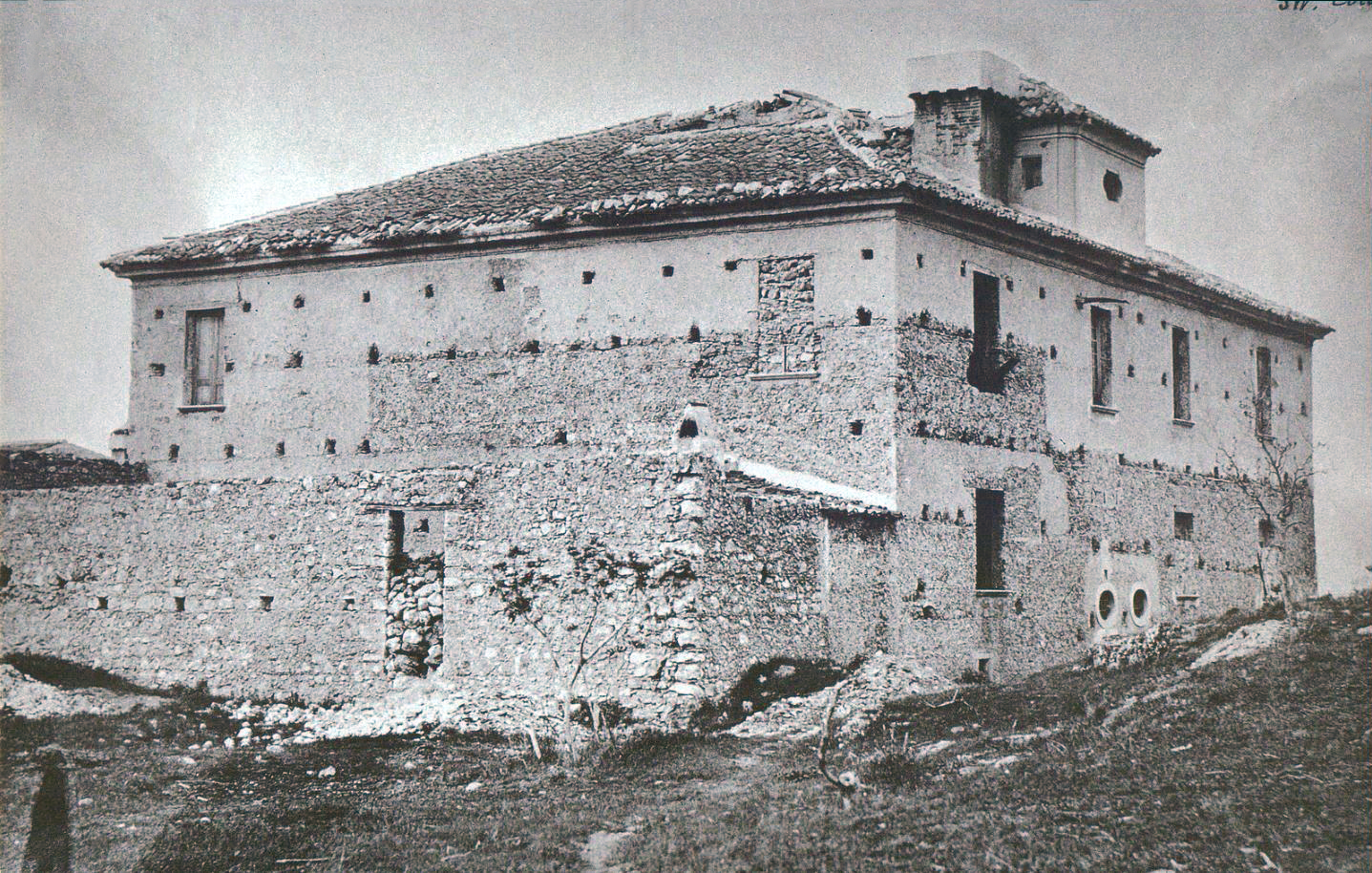
Palazzo Romano dopo il terremoto del 1857.

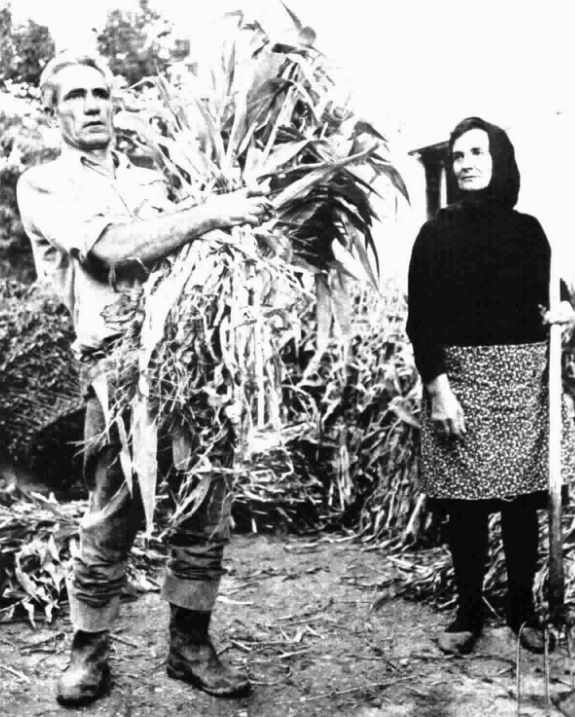
Agricoltori di Padula, 1972

Dal 1811 al 1860, Padula divenne capoluogo dell'omonimo circondario appartenente al distretto di Sala del Regno delle Due Sicilie. Mercoledì 27 ottobre del 1839, lo straripamento del torrente Fabbricato distrugge due terzi del territorio di Padula, oltre a sommergere la certosa.
Sono proprio i pochi uomini acculturati tra i più convinti portatori di idee democratiche della zona: nel 1799 davanti alla certosa venne eretto l'Albero della libertà al grido di “Mora il Tiranno, viva la Libertà!”.
Intanto nel 1806 la certosa fu abbandonata dai monaci, che dovettero obbedire a un decreto reale: l'esercito francese fa razzie di beni ed opere d'arte e inizia la fase calante della parabola dello splendido monumento, che solo negli ultimi anni inizia a riemergere dagli abissi della noncuranza.
Altre insurrezioni, sfociate nel sangue, si verificarono nel 1820 e nel 1857, quando Carlo Pisacane, accompagnato dai «300 giovani e forti» si recarono a Padula convinti che vi fossero buone probabilità di una rivolta popolare: al contrario invece trovarono i patrioti del posto arrestati, le guardie del re ad aspettarli e un clero che dispensava false indicazioni.
I compagni di Pisacane furono massacrati, e le residenze dei rivoluzionari del posto saccheggiate.
Ma le forze della natura sembrarono voler accanirsi contro i territori: il terremoto del 16 dicembre 1857 fa tremare Padula, tanto da provocare 32 morti e 171 case crollate.
Rilevante fu il contributo dato dai padulesi al compimento del processo di unità nazionale: Vincenzo Padula ed Antonio Sant'Elmo furono tra i Mille che sbarcarono a Marsala guidati dal generale Giuseppe Garibaldi. Durante la recrudescenza del brigantaggio che caratterizzò i primi anni dell'Unità, intorno a Padula agiva la banda di Angelantonio Masini responsabile di ruberie sequestri di persona omicidi ed altre efferatezze. La Guardia Nazionale di Padula guidata dal capitano Filomeno Padula in appoggio all'esercito regolare riuscì infine a intrappolare il brigante che fu ucciso il 23 dicembre 1864.

### L'Età contemporanea

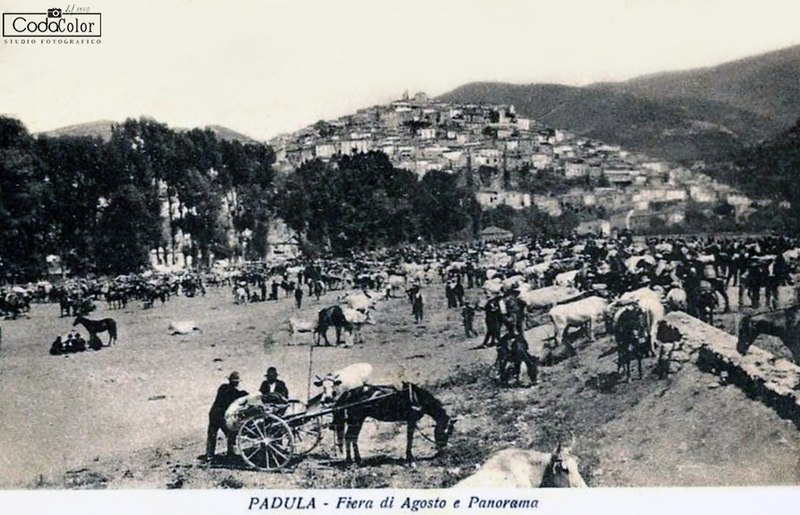
Fiera di Agosto con panorama di Padula, anni 30.

I tentativi di rimettere in moto l'economia a Padula, come in tutto il comprensorio, fallirono miseramente, causando l'inizio di un flusso migratorio verso le Americhe che, intorno agli inizi del XX secolo, aveva già dimezzato la popolazione locale. Dal 1860 al 1927, durante il Regno d'Italia divenne capoluogo dell'omonimo mandamento appartenente al Circondario di Sala Consilina.
Nel Novecento, il monumento certosino, ormai abbandonato da circa un secolo, diviene campo di concentramento per disertori e prigionieri, tra il 1915 e il 1921, e un campo di lavoro inglese tra il 1943 e il 1945.
Dal 1923 al 1959 la certosa fu sede anche di un orfanotrofio per i figli dei caduti in guerra, con breve interruzione dovuta agli eventi bellici della seconda guerra mondiale. Fu voluto e realizzato dal barnabita padre Giovanni Semeria, cappellano militare al fronte durante la prima guerra mondiale.
Negli anni della seconda guerra mondiale, tra il 1940 e il 1943, Padula fu uno dei comuni della Campania destinati dalle autorità fasciste ad accogliere profughi ebrei in internamento civile. Gli internati furono liberati con l'arrivo dell'esercito alleato nel settembre 1943.
Il tessuto economico-civile uscì distrutto dalla seconda guerra mondiale, tanto che iniziò una seconda ondata migratoria, diretta verso il Nord Italia, il Centro Europa e l'America Latina. Tra gli anni cinquanta e sessanta, Padula, inoltre, fu sconvolta dallo sviluppo urbanistico: si rese necessaria la costruzione di diverse strutture e infrastrutture, quali l'apparato fognario, la scuola elementare, la strada provinciale che collega la parte bassa del paese al centro storico.

### Simboli
Nello stemma comunale è rappresentata l'oca capitolina accompagnata da tre stelle d'oro in fascia e dal motto latino fidæ vigilantiæ simbolum [sic] ("Simbolo di fede e vigilanza").
Il gonfalone è un drappo partito d'argento e d'azzurro.

## Monumenti e luoghi d'interesse

### Architetture religiose

#### Chiese
- Chiesa di San Michele Arcangelo

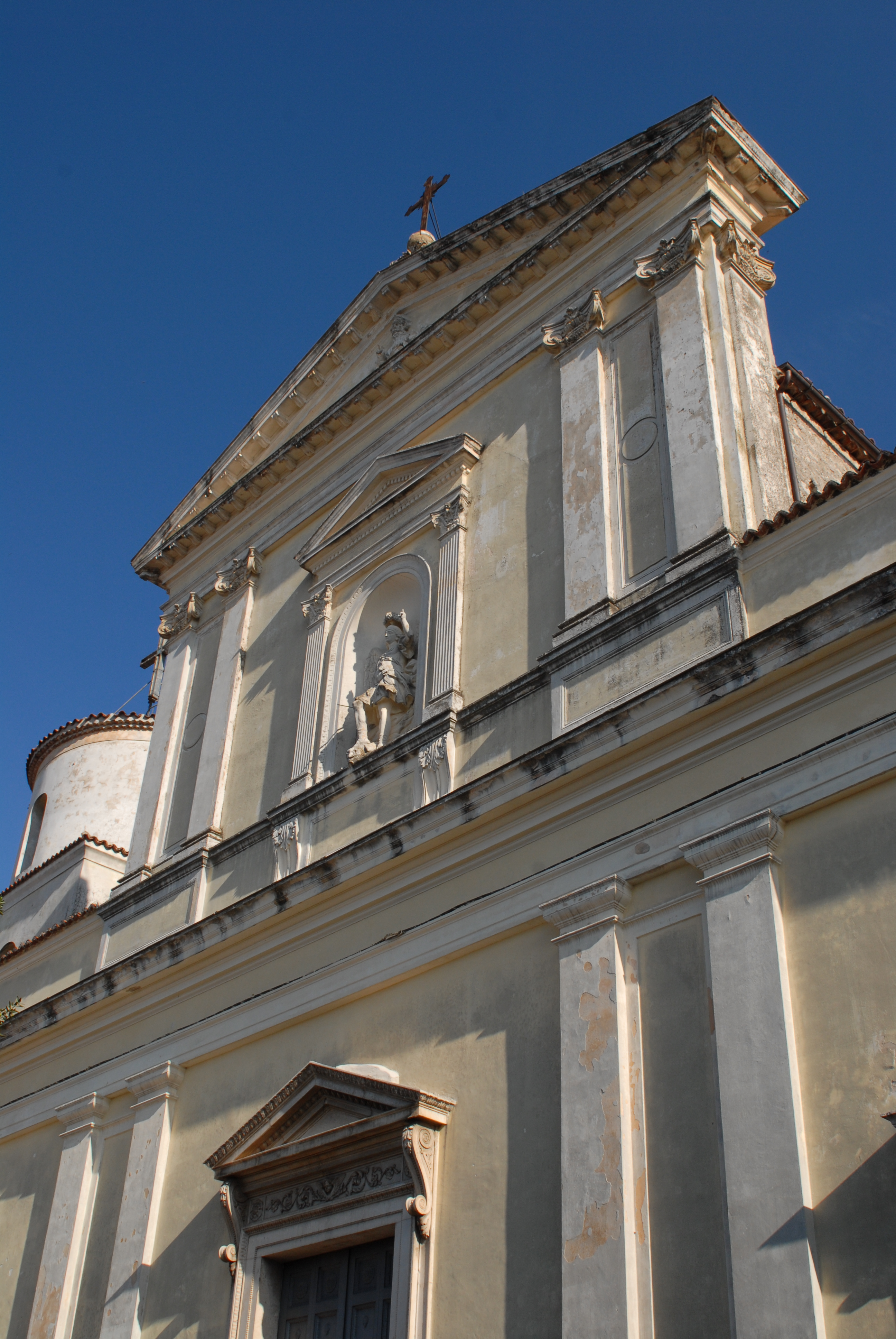
Facciata della chiesa di San Michele Arcangelo a Padula

- Chiesa di San Nicola de Domnis (VI-VII secolo), dotata di abside tricora e tracce di affreschi tardo-bizantini[13]
- Chiesa della Santissima Annunziata
- Chiesa di San Giovanni Battista
- Chiesa di San Pietro Petroselli
- Chiesa di San Clemente
- Chiesa di San Martino
- Chiesa di Sant'Antonio
- Chiesa di Sant'Alfonso Maria de Liguori
- Cappella di Santa Maria di Costantinopoli
- Cappella della Madonna del Carmelo
- Cappella di San Vito
- Cappella di San Vincenzo
- Cappella di San Paolo
- Cappella di Santa Maria
- Cappella di San Sepolcro
- Eremo di San Michele alle Grottelle
- Santuario della Madonna del Monte Romito

#### Conventi

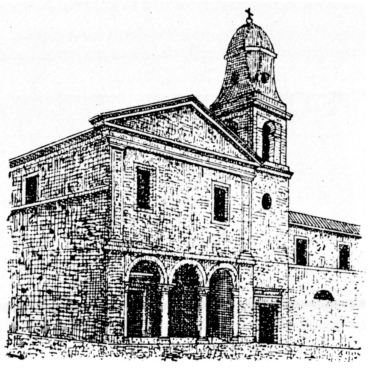
Prospetto del Convento padulese di San Francesco

A parte la presenza fondamentale della Certosa di Padula, la cittadina valdianese accoglie anche fondazioni conventuali, quali, il Convento di San Francesco, il Convento di Sant'Agostino e, in passato, la Badia di San Nicola al Torone, di cui restano le rovine.
Il Convento di Sant'Agostino, attuale sede del comune, venne fatto costruire dai Sanseverino attorno al XIV secolo. Internamente , ospita un chiostro con pavimentazione in pietra locale e ventiquattro colonne.

### Siti archeologici e di interesse storico

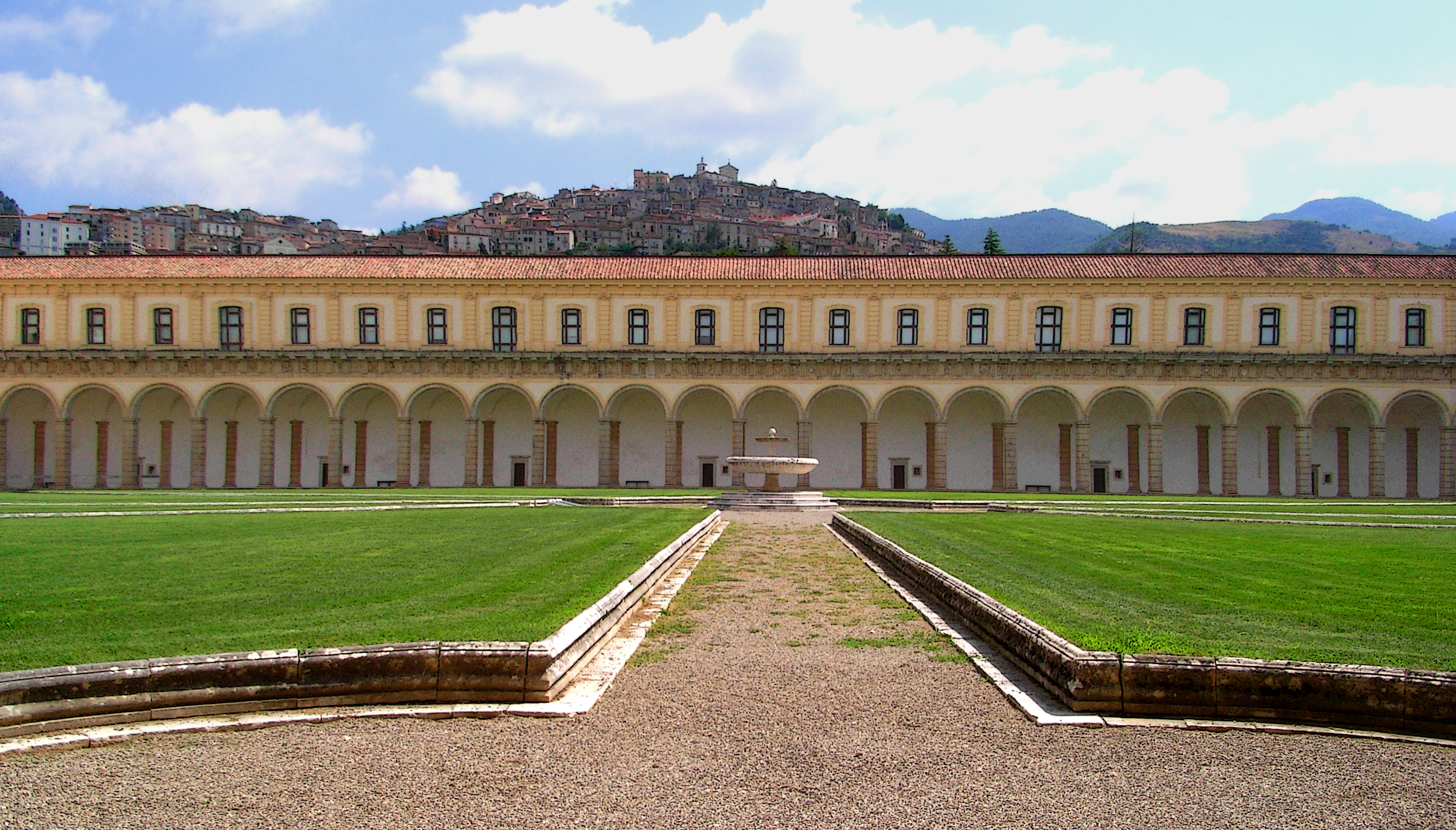
Chiostro grande della Certosa di San Lorenzo

Siti di rilevante interesse archeologico risultano gli scavi dell'antica Cosilinum e, in ambito tardoantico, l'Eremo di San Michele alle Grottelle e il Battistero di San Giovanni in Fonti o di Marcelliano (IV secolo), un antico battistero paleocristiano fondato su un preesistente tempio pagano.
Nella struttura urbana, si distinguono numerosi elementi medievali e moderni, a partire dal Castello Normanno, di cui restano ruderi della torre nel giardino di palazzo Padula, alle spalle della Chiesa di San Clemente; terrazzamenti lungo via della Madonnella; resti del muro di cinta lungo la salita di via Carlo Poerio, le Torri Angioine di Palazzo Tepedino (Via Nicotera) e Palazzo Marsicovetere (Piazza Trieste e Trento), ambedue in prossimità del Castello.
Notevoli anche i palazzi di Età moderna: 
- Palazzetto Sanseverino o Di Stasio: resti della facciata merlata con stemma della famiglia in Via Municipio;
- Porta dell'Auliva: Sita in via Vittorio Emanuele II (rione Torno), vicinissima alla Chiesa di San Giovanni, rappresenta la presenza più antica di accesso alla Terra;
- Palazzo Baronale: sito in via San Giacomo, rappresentava la seconda residenza dei signori di Padula;
- Porta di Sant'Antonio o della Chianca Vecchia: in via Vittorio Emanuele III, nei pressi della piazza principale (Umberto I o I Fossi), fino agli anni Sessanta presentava anche la torre fortificata poi trasformata in abitazione privata; all'imposta dell'arco è scolpito lo stemma dell'Università;
- Palazzo Rienzo: settecentesco, con attigua cappella di San Vito in Via Francesco de Sanctis;
- Palazzo Trezza: di fronte alla Chiesa di San Martino con portale e pozzo in pietra e giardino pensile;
- Palazzo Petrella: in via San Domenico alla Tarpea, che si segnala per il giardino pensile;
- Palazzo Sasso Santelmo, seicentesco con portale bugnato, cortile interno e giardino;
- il Portale dell'Ospedale della SS. Annunziata, presso la chiesa omonima ed il sacrario dei Trecento, con lo Stemma dell'Università;
- Casa Castillejo (con colombaia settecentesca);
- I Palazzi della Famiglia Romano: in Largo I Luglio, residenza di Federico Romano che ospitò Carlo Pisacane e i 300, e in Via Costantinopoli, dove è ben conservato un frantoio tradizionale con le macine mosse da muli;
- Palazzo Netti oggi Cariello: di fronte alla Chiesa Madre di San Michele Arcangelo, con pozzo di pietra e antica farmacia;
- Palazzo Santelmo: con pozzo in pietra sulla loggia a valle;
- La cortina di palazzi di gusto prevalentemente neoclassico di via XX Settembre (a' chiazz) e di corso Garibaldi (già via Portiello) con le settecentesche case De Nicolellis e Di Gregorio e del seicentesco palazzo Coppola;
- Palazzo Padula: residenza della famiglia Padula e testimone degli eventi cruciali del Risorgimento italiano.

### Siti di interesse vario
- Sacrario dei Trecento
- Maquillage liberty: ingresso di Casa Padula, facciate di Casa Cesareo in Via XX Settembre, Casa Volpe il Corso Garibaldi, Casa Romaniello e Brigante in Via San Paolo.
- Masseria Tuscania: a ridosso del muro di cinta del desertum certosino
- Villa Maina: nella Starza (già possedimento certosino nel XIV secolo), con i vari poderi costruiti lungo la strada principale di accesso al paese di cui è vissuta e prosperata una vera e propria colonia di contadini provenienti dalle Marche
- Taverna Ferrigno: nella contrada Noce del Conte, una volta stazione di posta per cavalli e viaggiatori lungo la strada statale delle Calabrie
- Masseria Fortificata Scolpini: in contrada Principe.
- Valle dei mulini lungo il torrente prefabbricato
- Il monumento dedicato a San Brunone

## Società

### Evoluzione demografica
Abitanti censiti ogni decennio dal 1861

### Etnie e minoranze straniere
Al 31 dicembre 2022 a Padula risultano residenti 308 cittadini stranieri. Le nazionalità principali sono:
- Romania: 81
- Senegal: 27
- India: 25
- Venezuela: 16
- Ucraina: 9
- Altro: 50

### Tradizione e folclore
Notevoli le feste religiose, tra cui, l'ultima domenica di maggio, la festa in onore del santo patrono San Michele Arcangelo secondo il culto bizantino. La terza domenica di luglio si tiene festa in onore della Madonna del Carmine e, il 1º agosto, in onore di Sant'Alfonso de Liguori, seguita, il 14-15 agosto, dalla festa in onore di Maria Santissima Assunta. In autunno, il 4 ottobre, la festa in onore della Madonna del Rosario e, la 1ª domenica di ottobre, in onore di San Francesco D'Assisi. Ancora, il 13 dicembre, la festa in onore della Santa Martire Lucia.

## Cultura

### Scuole
Padula è sede del liceo scientifico statale "Carlo Pisacane", fondato come sezione staccata del liceo scientifico "Giovanni da Procida" di Salerno e venne situato nella parte alta del centro storico, come presidio per il paese, dal 1964.
La scelta di Padula, dovuta alla presenza della Certosa di San Lorenzo e alla tradizione culturale del centro valdianese, pose il Liceo come crocevia per gli studenti dei 18 centri del Vallo di Diano, non più costretti a viaggi in treno lunghi e faticosi, vista la posizione eccentrica del Vallo nella provincia di Salerno. Con nota n. 27833 del 30 gennaio 1971, il Provveditorato agli Studi di Salerno comunicava di aver proposto al Ministero della Pubblica Istruzione di concedere l'autonomia alla sezione staccata a partire dall'anno scolastico 1971/72.
Inizialmente situato nella parte alta del paese, nei pressi della chiesa di San Clemente, in un edificio privato, l'istituto venne trasferito, nei primi anni Dieci del XXI secolo, in un apposito edificio scolastico, in precedenza adibito a scuola media e ristrutturato per ospitare, appunto, il liceo: l'edificio attuale, dunque, in cui, al 2018, risiede il liceo è un edificio pubblico di proprietà comunale e ceduto in affitto alla provincia di Salerno. Negli ultimi sei anni, dal 2012 al 2018, la popolazione scolastica del liceo ha avuto fasi altalenanti, attestandosi, comunque, intorno a circa 300 studenti.

### Musei
Padula ospita numerosi musei di interesse locale e nazionale:
- il museo archeologico provinciale della Lucania occidentale;
- la Casa-museo Joe Petrosino (che, oltre ad oggetti di uso comune appartenuti alla famiglia dello stesso Petrosino, ospita sezioni dedicate all'emigrazione italiana negli Stati Uniti e alla storia del movimento antimafia);[19]
- il museo della pietra di Padula;[13]
- il museo del cognome (inaugurato nell'aprile 2012 in una dimora del XVIII secolo[13], è interamente dedicato all'onomastica, con la possibilità di accedere a risorse web e cartacee per effettuare ricerche onomastiche, con l'assistenza del personale del museo),[20]
- il museo civico multimediale[21] (inaugurato nel luglio del 2014, è un museo interattivo su due piani che racconta la storia dell'archeologia del Vallo di Diano al piano terra[21], mentre al piano superiore illustra i moti rivoluzionari che sfociarono nella spedizione di Carlo Pisacane del 1857, concludendosi con un "processo" virtuale al rivoluzionario napoletano[21]);
- il museo del presepe, ospitato in parte nella chiesa di Sant'Agostino e in parte in quella di San Nicola de Domnis.[13]

### La pietra di Padula
La Pietra di Padula è una roccia sedimentaria costituita da un'arenaria calcarea, risalente al cretaceo, dal colore bianco avorio con piccoli granuli scuri e, in alcuni casi, fossili di piante ed animali palustri. Particolarmente resistente agli agenti atmosferici, ma anche pastosa e lavorabile.
Reperti millenari di lavorazione della Pietra di Padula si possono ammirare ancora oggi, sia sul territorio padulese che nei suoi musei. Tra questi si distinguono il Battistero di San Giovanni in Fonte (Sala Consilina) e l'Eremo di San Michele alle Grottelle mentre, il massimo esempio, è la Certosa di Padula, una delle più grandi certose d'Europa. I lavori certosini, nei successivi 600 anni, così come quelli sparsi nell'abitato di Padula e in tutta la regione, hanno generato una moltitudine di maestranze specializzate nella lavorazione della pietra di Padula, chiamati: "Scalpellini".

### Cinema
Molti sono stati i film girati nella città certosina: C'era una volta, La città del sole, La fine del mondo nel nostro solito letto in una notte piena di pioggia, Cavalli si nasce, Quanto è bello lu murire acciso.

## Infrastrutture e trasporti

### Strade
- Uscita autostradale di Padula-Buonabitacolo sull'Autostrada del Mediterraneo;
- Strada statale 19 delle Calabrie
- Strada statale 517 Bussentina.
- Strada Provinciale 51/a Silla-Caiazzano-Innesto SS 19-Innesto SP 180.
- Strada Provinciale 51/b Innesto SP 180-Arena Bianca-Innesto SR 103(Km 6+000).
- Strada Provinciale 149 Innesto SP 51-Padula-Innesto SP 51.
- Strada Provinciale 180 Innesto SP 51-Padula-Innesto SP 273.
- Strada Provinciale 182 Innesto SP 51-Stazione di Padula.
- Strada Provinciale 192 Innesto SS 19(Scalo di Montesano)-Innesto SP 51 per Arenabianca.
- Strada Provinciale 273 Innesto SP 180-confine Provincia di Potenza.
- Strada Provinciale 378 Innesto SS 19(Lamicelle)-Innesto SS 517.

### Ferrovie
- Stazione di Padula posta sulla Ferrovia Sicignano degli Alburni-Lagonegro, ma con attività sospesa da 1987. (Servizio sostitutivo con autobus)

### Ciclovie
- Lungo la Strada Provinciale 51/b è presente una pista ciclabile che confluisce verso il complesso certosino.

## Amministrazione
Il comune fa parte della Comunità montana Vallo di Diano. Le competenze in materia di difesa del suolo sono delegate dalla Campania all'Autorità di bacino interregionale del fiume Sele che dal 15 maggio è stata accorpata, diventando Autorità di bacino regionale Campania Sud ed interregionale per il bacino idrografico del fiume Sele.

### Sindaci
Di seguito la lista dei primi cittadini dal 1988, elencati dal Ministero dell'Interno:
| Periodo        | Periodo          | Primo cittadino   | Partito                                      | Carica  | Note   |
| -------------- | ---------------- | ----------------- | -------------------------------------------- | ------- | ------ |
| 29 maggio 1988 | 28 novembre 1990 | Giovanni Alliegro | Democrazia Cristiana                         | Sindaco |        |
| 7 giugno 1993  | 28 aprile 1997   | Cono Cimino       | Democrazia Cristiana                         | Sindaco |        |
| 28 aprile 1997 | 5 settembre 2000 | Antonio Fortunati | Lista civica di centro-destra                | Sindaco |        |
| 14 maggio 2001 | 17 maggio 2011   | Giovanni Alliegro | Lista civica di centro-sinistra Lista civica | Sindaco | [ 24 ] |
| 4 giugno 2011  | 3 ottobre 2021   | Paolo Imparato    | Lista civica Per azioni concrete             | Sindaco | [ 24 ] |
| 4 ottobre 2021 | in carica        | Michela Cimino    | Lista civica Per Padula vota chi ti ascolta  | Sindaco | [ 25 ] |

### Gemellaggi
- Castelverde dal 13 febbraio 2019[26][27]

## Sport
La principale squadra di calcio cittadina è l'ASD Padula Tonino Paolini, in memoria del centravanti e allenatore padulese, che dopo due anni di stop causa covid milita nel campionato di seconda categoria.